# فرودگاه گرند کنین بار ۱۰
فرودگاه گرند کنین بار ۱۰ (به انگلیسی: Grand Canyon Bar 10 Airport) یک فرودگاه همگانی است که یک باند فرود آسفالت و خاک دارد و طول باند آن ۱۴۰۲ متر است. این فرودگاه در کشور ایالات متحده آمریکا قرار دارد و در ارتفاع ۱۲۵۰ متری از سطح دریا واقع شده‌است.